# 963
Évszázadok: 9. század – 10. század – 11. század
Évtizedek: 910-es évek – 920-as évek – 930-as évek – 940-es évek – 950-es évek – 960-as évek – 970-es évek – 980-as évek – 990-es évek – 1000-es évek – 1010-es évek
Évek: 958 – 959 – 960 – 961 –  962 – 963 – 964 – 965 – 966 – 967 – 968

## Események

### Bizánci Birodalom
- A 39 éves II. Rómanosz császár váratlanul megbetegszik és meghal. Utódja két fia, az öt éves II. Baszileiosz és a három éves VIII. Kónsztantinosz, akik helyett anyjuk, Theophanó kormányoz régensként.
- A sikeres hadvezér Niképhorosz Phókaszt (az előző két évben visszafoglalta Krétát és feldúlta Aleppót) katonái császárrá kiáltják ki. Konstantinápolyban Phókasz és a régens hívei között több napos zavargásokra kerül sor, amelyek során Marianosz Argürosz hadvezért (aki többek között a magyarok ellen szerzett érdemeket) egy tetőről ledobott tállal halálosan megsebesítik. Végül a Phókasz-párt kerekedik felül és Niképhoroszt a Hagia Szophiában császárrá koronázzák.
- Niképhorosz császár, legitimációját megerősítendő, feleségül veszi Rómanosz özvegyét, Teophanót.
- Athoszi Atanáz az Athosz-hegyen felépíti a Nagy Lavra kolostort.

### Európa
- Ottó német-római császár San Leo városába szorítja II. Berengár volt itáliai királyt, de feladja az ostromot és Rómába vonul, hogy leszámoljon XII. János pápával, aki a háta mögött császárellenes szövetséget szervezett. János a pápai kincstárral Tiburba menekül. Ottó zsinatot hív össze Rómában, ahol XII. Jánost trónfosztottnak nyilvánítják és helyére VIII. Leót választják meg.
- Gero merseburgi őrgróf meghódítja a luzsicei szlávokat, valamint legyőzi és adófizetésre kötelezi I. Mieszko polán fejedelmet.
- I. Siegfried gróf megalapítja Luxemburg várát.
- Meghal III. Vilmos aquitániai herceg. Utódja fia, IV. Vilmos.

## Születések
- március 13. – Anna Porphyrogennété, II. Rómanosz bizánci császár lánya, I. Vlagyimir kijevi nagyfejedelem felesége
- április 17. – Villásszakállú Svend, dán király
- augusztus 23. – II. Richárd, normandiai herceg
- II. Nuh, számánida emír
- Snorri Goði, izlandi vezér
- Szamszám ad-Daula, bújida emír

## Halálozások
- március 15. – II. Rómanosz, bizánci császár
- április 3. – III. Vilmos, aquitániai herceg
- április 18. – Sztephanosz Lekapénosz, I. Rómanosz bizánci császár fia és társuralkodója
- augusztus 16. – Marianosz Argürosz, bizánci hadvezér
- Alptegin, a Gaznávida dinasztia alapítója
- Tryggve Olafsson, a norvégiai Viken törzsfője, I. Olaf norvég király apja

## Fordítás
- Ez a szócikk részben vagy egészben  a(z)   963 című angol Wikipédia-szócikk ezen változatának fordításán alapul.  Az eredeti cikk szerkesztőit annak laptörténete sorolja fel. Ez a jelzés csupán a megfogalmazás eredetét és a szerzői jogokat jelzi, nem szolgál a cikkben szereplő információk forrásmegjelöléseként.